# Nahre Sol
Alice Hwang (née en 1991), connue professionnellement sous le nom de Nahre Sol, est une compositrice, pianiste et YouTubeuse coréenne américaine.

## Éducation et jeunesse
Nahre Sol a fréquenté l'Orange County High School of the Arts et est diplômée de l'Idyllwild Arts Academy en 2009, où elle a été major de promotion et a reçu le prix de l'Étudiant en Arts le Plus Exceptionnel. Elle a obtenu son bachelier en musique en Interprétation au Piano à la Juilliard School en 2013, étudiant aux côtés de Matti Raekallio. Elle obtient ensuite son diplôme d'artiste à la Glenn Gould School du Royal Conservatory of Music à Toronto au Canada en 2015, étudiant avec John O'Connor. Elle a également participé à des master class à l'International Mendelssohn-Academy de Leipzig, aux International Holland Music Sessions en tant que boursière  et a été lauréate en 2013 d'une bourse Fulbright France Harriet Hale Woolley Award in the Arts, lui permettant d'étudier à Paris avec Gabriel Tacchino et Narcis Bonet, élèves de Francis Poulenc et Nadia Boulanger.
À Juilliard, elle a cofondé le projet T.R.I.O. (Teaching and Responding Through Internet Outreach). Elle a également contribué à un ensemble d'enregistrements des Scherzos de Chopin à la compilation Musopen des œuvres de Chopin, publiée sous une licence du domaine public,. À Toronto, elle a été codirectrice du collectif de musique de chambre Happenstance. 

## Concours et récompenses
Sol était la lauréate de la médaille d'or du programme NFAA YoungARTS, une demi-finaliste du programme Presidential Scholars in the Arts. Elle a reçu le prix Sarra et Emmanuil Senderov à l'Arizona State University pour la « performance la plus exceptionnelle d'une pièce d'un compositeur russe » au 3e Concours international de piano Schimmel USASU, et a remporté des prix au concours « Tomorrow's Stars » organisé par l'Orange County Performing Arts Center. Elle a aussi remporté des prix aux Spotlight Awards, au Idyllwild Arts Academy Concerto Competition, au Steinway Society of Redlands Piano Competition, au Young Artists Peninsula Music Festival, aux Redlands Bowl Young Artists Auditions, au MTAC State Concerto Competition, aux Bronislaw Kaper Awards 2008 pour les Jeunes Artistes  et dans la catégorie Jeune pianiste du Southwestern Youth Music Festival. Elle a également participé à des concours tels que le Concours international de piano William Kapell et le Concours national Chopin 2015 à Miami, en Floride .

## Vie privée
Après avoir été diplômée de la Glenn Gould School, Sol a abandonné sa carrière traditionnelle de pianiste, travaillant pendant un certain temps comme photographe commerciale, avant de reprendre ses activités musicales à travers une série de vidéos sur YouTube sous le titre Practice Notes utilisant le pseudonyme Nahre Sol, surnom que son père lui donnait.

## Renommée
Nahre Sol est surtout connue pour sa chaîne YouTube, qui atteint environ 430 000 abonnés mi-2021, et en tant que co-animatrice de l'émission "Sound Field" de PBS Digital Studios.  Elle a également été l'animatrice invitée de Performance Today de NPR,, a créé une vidéo pour le magazine Wired, est apparue en tant qu'invitée sur la chaîne en ligne Physics Girl, et a collaboré avec d' autres compositeurs et musiciens tels que David Bruce, Andrew Huang, Adam Neely, Tantacrul et Ben Levin,. Elle a été nommée dans la catégorie Meilleur Musicien de YouTube lors de la 12e édition des Shorty Awards en 2020. Le blog Pianote a présenté sa chaîne YouTube comme no 1 sur leur liste des Meilleurs Pianistes de YouTube. Elle a été artiste invitée au Costa Rica Piano Festival 2018.
En tant que compositrice, Nahre Sol a reçu une commande du Manitoba Chamber Orchestra et sa musique a été utilisée dans le film Baby Boss 2 : Une affaire de famille. En 2021, elle sort un album numérique intitulé Alice au pays des merveilles .